# Karaté aux Jeux africains de 2007
Navigation
2003 2011
Les compétitions de karaté aux Jeux africains de 2007 ont lieu en juillet 2007 à Alger, en Algérie.  

## Médaillés

### Femmes
- Miora Razafindrakoto (Madagascar) est médaillée de bronze en kata individuel[1].
- Kaouther Hasnaoui (Tunisie) est médaillée d'or en kumite des plus de 60 kg[2]
- Nancy Tshiaba (République démocratique du Congo) est médaillée d'argent en kumite des plus de 60 kg[2].
- Rafika Dakhlaoui (Tunisie) est médaillée d'or toutes catégories (open)[2]
- Faïza Zigaoua (Algérie) est médaillée d'argent toutes catégories (open)[2].
- Ilhem El Djou (Algérie) est médaillée d'or[2]
- Khadidja Tagrara (Algérie) est médaillé d'or[2].
- L'équipe d'Algérie féminine de kata est médaillée d'or[2].

### Hommes
- Yacine Gori (Algérie) est médaillé d'or en kumite des moins de 75 kg[2].
- Almine Tabib (Algérie) est médaillé d'argent en kumite des moins de 75 kg[2].
- Mohamed Abderrahmane (Égypte) est médaillé d'or en kumite des moins de 80 kg[2].
- Yacine Ticira (Algérie) est médaillé d'argent en kumite des moins de 80 kg[2].
- Bilal Boughzala (Algérie) est médaillé d'or[2].
- Abdessalam Samah (Égypte) est médaillé d'or[2].
- Jean-Baptiste Mbaye (Sénégal) est médaillé d'argent[2].
- Fousseyni Sacko (Mali) est médaillé d'or[3].